# José Catalá

`
José Manuel Catalá Mazuecos est un footballeur espagnol, né le 1er janvier 1985 à Villajoyosa en Espagne. Il évolue au poste de défenseur central à l'AD San Juan de Mozarrifar.

## Palmarès
Néant